# Mariä Verkündigung (Freihalden)

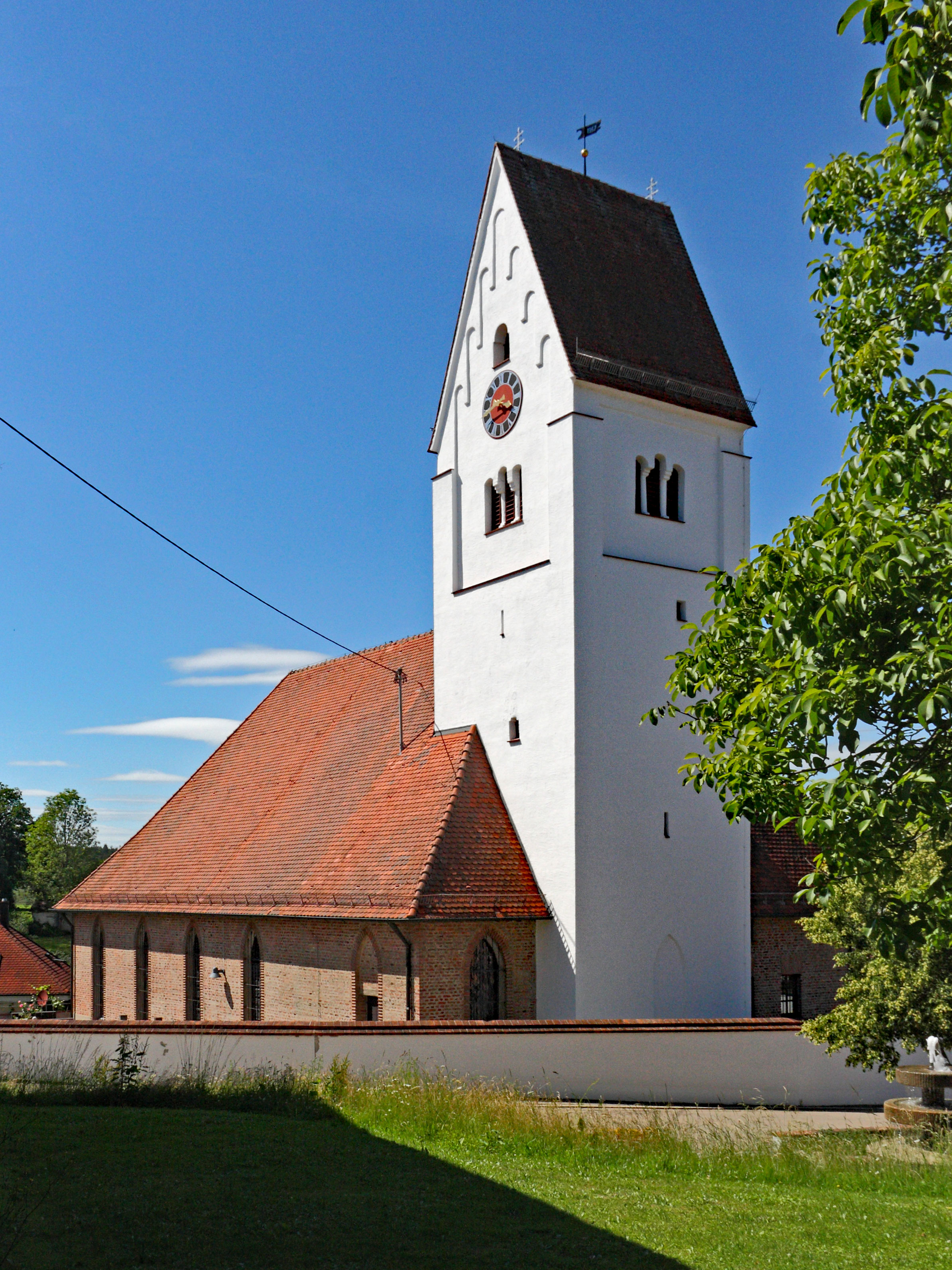
Mariä Verkündigung in Freihalden

Mariä Verkündigung ist die römisch-katholische Pfarrkirche in Freihalden, einem Gemeindeteil des Marktes Jettingen-Scheppach im schwäbischen Landkreis Günzburg in Bayern. Das  denkmalgeschützte Bauwerk ist in der Liste der Baudenkmäler in Jettingen-Scheppach unter der Nr. D-7-74-144-37 eingetragen. Die Pfarrei gehört zum Dekanat Günzburg des Bistums Augsburg.

## Beschreibung
Nach Plänen von Dominikus Böhm wurde 1928 das Langhaus der Saalkirche aus unverputzten Backsteinen nach Westen an die unteren Geschosse des spätgotisches Chorturms der Vorgängerkirche angebaut und mit einem Walmdach bedeckt. Der Chorturm beherbergt hinter den als Triforien gestalteten Klangarkaden den Glockenstuhl, in dem vier Glocken hängen. Die Zifferblätter der Turmuhr sind in den Giebeln des quer mit einem Satteldach bedeckten Chorturms angebracht. An der Nordwestecke des Langhauses befindet sich ein Treppenturm als Zugang zu der Empore, auf der die Orgel steht. Die Kirchenausstattung hat Dominikus Böhm entworfen. Ein expressionistisches Fresko mit Darstellung einer Schutzmantelmadonna schmückt den Innenraum des Chors, der 1968 von Alexander von Branca umgestaltet wurde. 